# Polypedates chlorophthalmus
Espèce
Statut de conservation UICN

 DD  : Données insuffisantes
Polypedates chlorophthalmus est une espèce d'amphibiens de la famille des Rhacophoridae.

## Répartition
Cette espèce est endémique de l'État du Sarawak en Malaisie orientale, sur l'île de Bornéo. Elle n'est connue pour l'instant que dans la localité type située à 1 350 m d'altitude sur le mont Murud,.

## Description
Le seul spécimen connu de Polypedates chlorophthalmus, une femelle, mesure 62,1 mm de longueur.

## Étymologie
Son nom d'espèce, du grec chloros, « vert » et ophthalmos, « œil », fait référence à la couleur verte de ses yeux.

## Publication originale
- Das, 2005 : A new species of Polypedates (Anura: Rhacophoridae) from Gunung Murud, Sarawak (Northwestern Borneo). The Raffles Bulletin of Zoology, vol. 53, no 2, p. 265-270 (texte intégral).